# Basilika San Martiño de Mondoñedo

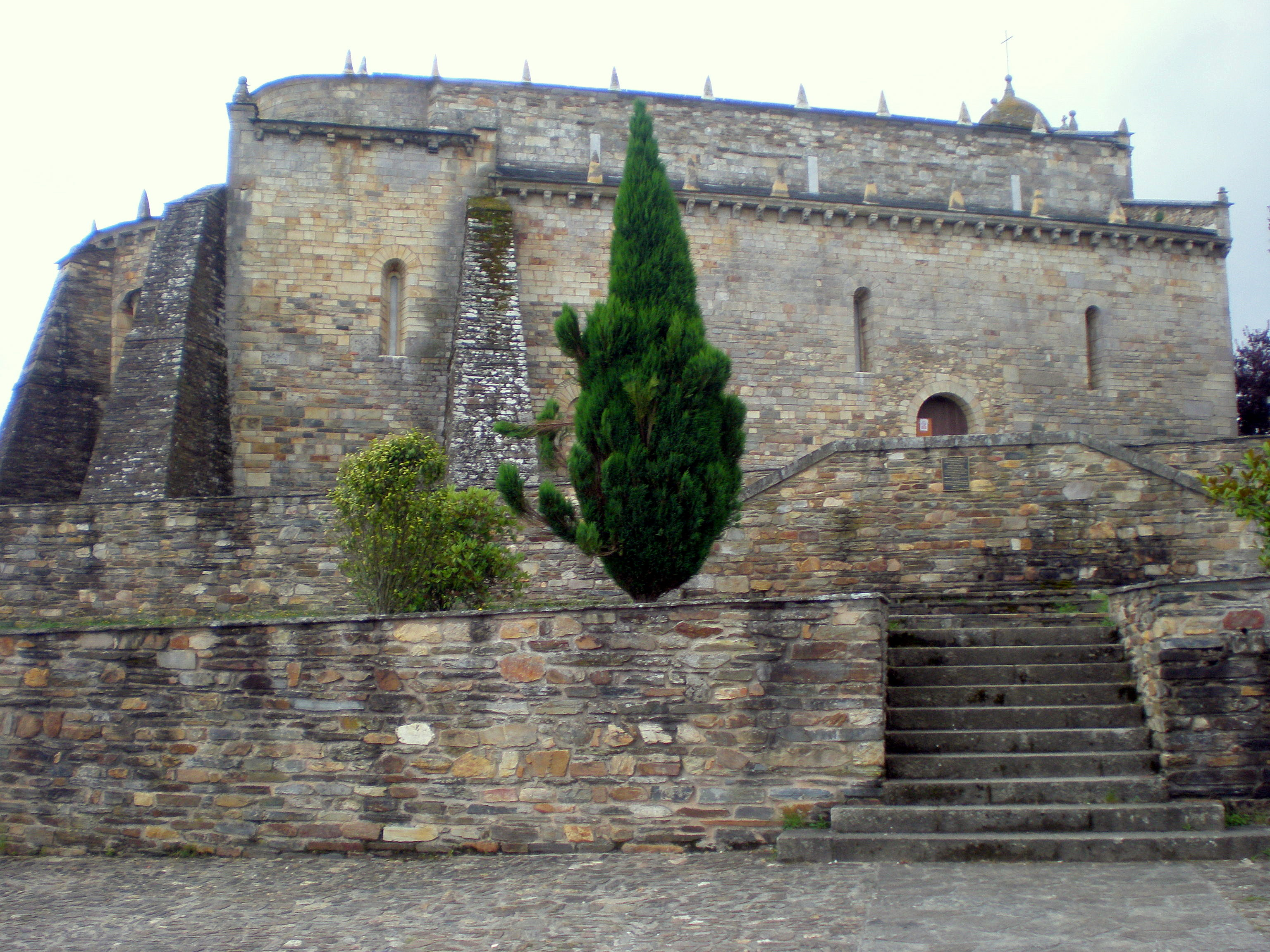
Basilika San Martiño de Mondoñedo

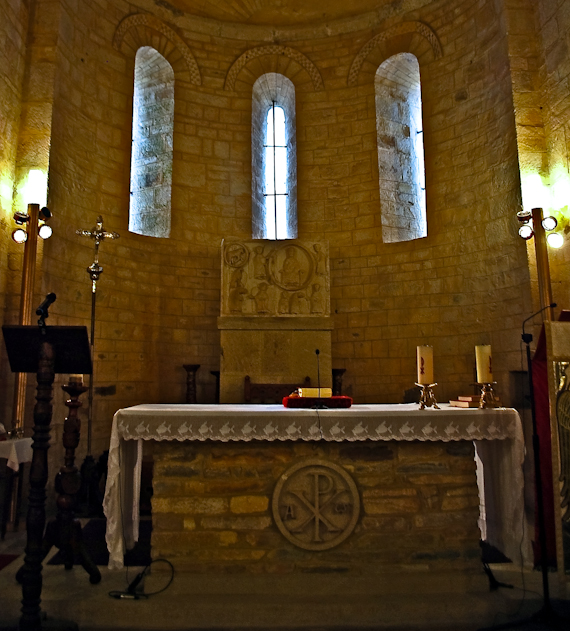
Altarraum

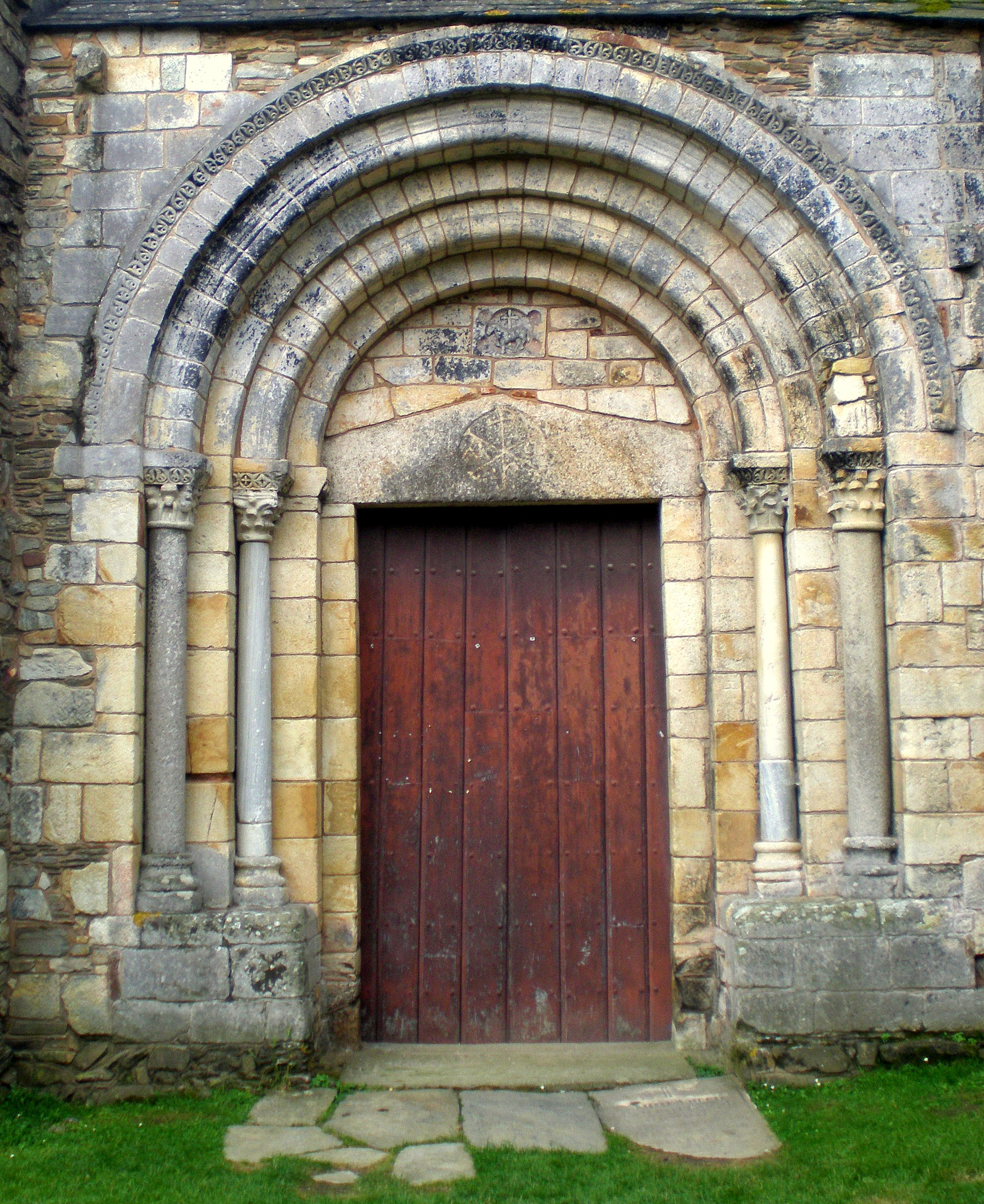
Eingangsportal

Die Basilika San Martiño de Mondoñedo (deutsch Basilika St. Martin von Mondoñedo) ist eine Kirche in der Gemeinde Foz in Galicien. Sie war im 9. Jahrhundert Bischofssitz des späteren Bistums Mondoñedo–Ferrol und gilt als älteste Kathedrale Spaniens. Die Martin von Tours gewidmete Kirche trägt den Titel einer Basilica minor. Das heutige romanische Gebäude stammt aus dem 11. Jahrhundert, es ist als historisches Kulturgut aufgeführt.

## Geschichte
Die Geschichte des Bischofssitzes begann im sechsten Jahrhundert, als Christen von der britischen Insel flohen und sich außer in der Bretagne auch in Galicien niederließen. Der erste Bischofssitz wird heute mit Santa María de Bretoña in der Gemeinde Pastoriza identifiziert. Zur Zeit der Wikingerüberfälle und der muslimischen Eroberung kam es im Jahr 866 zu einer Verlegung des Bistums Dumio nach Mendunieto, dem Ort der Basilika, aus dem der heutige Name San Martín de Mondoñedo folgen soll. Unter König Alfons III. wurden ein Kloster und der doppelte Bischofssitz (Dumiense de Dumio und Britoniense de Bretoña) mit dessen ersten Bischof Sabarico gegründet.
Im Jahr 1112 ordnete Königin Urraca die Übertragung des Bischofssitzes nach Vilamaior do Val de Brea oder Vallibria an, das schließlich seinen Namen in Mondoñedo änderte, in Erinnerung an den alten Bischofssitz. Nach dieser Versetzung wurden in San Martín die ursprünglichen Mönche durch Augustiner-Chorherren ersetzt, die bis 1534 blieben, als Papst Clemens VII. dieses Priorat der Kathedrale von Mondoñedo hinzufügte.
Seit 1931 wird die Kirche als Bien de Interés Cultural geführt. Im Jahr 2007 wurde die Kirche durch Papst Benedikt XVI. in den Rang Basilica minor erhoben.

## Bauwerk
Die dreischiffige Basilika mit einem Querschiff hat architektonische Elemente aus dem 10., 11. und 12. Jahrhundert. Die drei halbkreisförmige Apsiden zeigen Bänder und Blindbögen im lombardischen Stil. Die Kuppel hat als Besonderheit einen rechteckigen Tambour mit abgerundeten Ecken. Die Kirchenschiffe sind durch drei Säulenpaare getrennt.
Die Südwand und ein Teil der Nordwand stammen aus dem 10. Jahrhundert, sie basieren bereits auf einem Kreuzgang eines älteren Klosters. Im 11. Jahrhundert wurden dann in romanischer Form der zentrale Teil mit dem Triumphbogen, der Kapellenkranz und der Kuppel errichtet. Die Kapitelle dieser Zone sowie die geschnitzte Platte, die sich wie ein Altarbild über dem Altar befindet, zeigen eine meisterliche Bildhauerei.
Aus dem dritten Bauabschnitt im 12. Jahrhundert stammen die zentrale Apsis und die Westfassade, die zwischen dem Turm und dem gegenüberliegenden Strebepfeiler eingerahmt ist.  Das Portal besitzt fünf Archivolten, drei ruhen auf Vorsprüngen der Wand und zwei auf zwei Säulenpaaren. Zwei Kapitelle der Säulen werden in das 6. Jahrhundert datiert, auch die blinde Rosette im Scheitel wurde wiederverwendet. Die Decken im Langhaus sind als offene Holzkonstruktion erstellt.
Im Jahr 2008 wurden bei Restaurierungsarbeiten einige stark verfallene Wandmalereien freigelegt, die als die ältesten romanischen Fresken Galiciens aus dem 12. Jahrhundert katalogisiert wurden.